# Kei Saitō
Kei Saitō (japanisch 齋藤 慧; * 20. Februar 1996) ist ein japanischer Shorttracker.
Am 13. Februar 2018 teilte der Internationale Sportgerichtshof mit, dass Kei Saitō bei einer Dopingkontrolle außerhalb des Wettkampfes positiv auf die verbotene Substanz Acetazolamid getestet worden sei. Er wurde daraufhin provisorisch gesperrt und von den Olympischen Winterspielen 2018 ausgeschlossen.